# 道の駅虹の森公園まつの
道の駅虹の森公園まつの（みちのえき にじのもりこうえんまつの）は、愛媛県北宇和郡松野町にある国道381号の道の駅である。
四万十川の支流・広見川左岸に所在しており、淡水魚を中心とした水族館・四万十川学習センターおさかな館などがある。

## 歴史
- 1998年 - 道の駅登録。
- 2012年 - 指定管理者が町観光公社から共立メンテナンスに移行（2016年に赤字を理由に撤退。町農林公社が管理を暫定的に受託）[1]。
- 2015年8月 - RVパーク（キャンピングカーなど車中泊専用の施設）がオープン[2]。
- 2017年 - 国土交通省により地方創生拠点となる道の駅、地域交通拠点部門モデル駅に認定される[3]。
- 2018年7月 - 平成30年7月豪雨災害により床上浸水。7月中旬まで営業が行えなくなった[4]。

## 施設
- 駐車場
  - 普通車：126台
  - 大型車：5台
  - 身障者用：1台
- トイレ
  - 男：16器
  - 女：13器
  - 身障者用：3器
- 公衆電話
- 四万十川学習センターおさかな館
- ちびっこ広場
- イベント広場
- 青空市場
- 地域物産センター

## 休館日
- 1月1日
- 第1火・水曜日（2月）

## アクセス
- 国道381号 - 登録路線
  - 愛媛県道8号西土佐松野線
- 四国旅客鉄道予土線 松丸駅
- 宇和島バス 鬼北線虹の森公園前
森の国バス(松野町コミュニティバス)[5]はすべて経由し宇和島バスと連絡する。(モデル道の駅の理由)

## 周辺
- 広見川
- 松野町役場
- ぽっぽ温泉